# Izvir
Izvir – wieś w Słowenii, w gminie Brežice. W 2018 roku liczyła 15 mieszkańców.